# Eriopyga vesquesa
Eriopyga vesquesa är en fjärilsart som beskrevs av Dyar 1913. Eriopyga vesquesa ingår i släktet Eriopyga och familjen nattflyn. Inga underarter finns listade i Catalogue of Life.